# Svetelj
Svetelj je priimek več znanih Slovencev:
- Blaž Svetelj (1893—1944), geograf in pedagog slovenske stenografije (dr., prof.)
- Zinka Svetelj (1933—2013), višja medicinska sestra, direktorica Zavoda za revmatične in srčne rekonvalescente za mladino “Dr. Marko Gerbec” v Šentvidu pri Stični